# Franz X. Schenzel & Sohn

Franz Xaver Schenzel (1887)

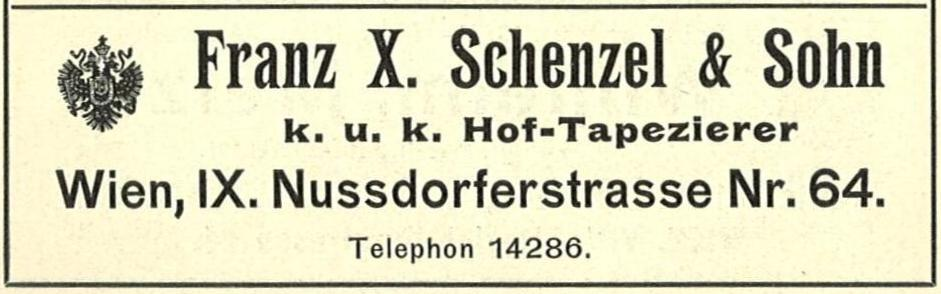
Inserat von Franz X. Schenzel & Sohn (1906)

Franz X. Schenzel & Sohn war ein Wienerisches Tapezierunternehmen.

## Geschichte
Das Unternehmen wurde 1823 gegründet. Die Fabrik befand sich an der Nussdorfer Straße 64 im 9. Bezirk Alsergrund. Das Unternehmen wurde sehr erfolgreich und beteiligte sich auf mehreren Ausstellungen, wo es prämiert wurde. Auf der Weltausstellung Paris 1867 erhielt es die Bronzene Medaille. Der Inhaber Franz Xaver Schenzel (* 1831) erhielt das goldene Verdienst-Kreuz und die Medaille für den guten Geschmack auf der Weltausstellung 1873 in Wien und nochmals das goldene Verdienst-Kreuz mit der Krone in München 1876. Es folgte das Anerkennungs-Diplom vom K.k. Österreichischen Museum. Auf der Weltausstellung Antwerpen 1885 erhielt Schenzel das Ehren-Diplom und die Goldene Medaille und beteiligte sich bei der Jubiläums-Gewerbe-Ausstellung. Franz Schenzel lieferte Fauteuils für die Einrichtung der Hermesvilla der Kaiserin Elisabeth. Er war auch als Juror tätig und erhielt die allerhöchste Anerkennung von Kaiser Franz Josef in Wien 1888.
Der Inhaber Franz Schenzel wurde auf Grund der hohen Qualität der Produkte zum K.u.K Hof-Tapezierer ernannt.